# 突吻鮈
突吻鮈（学名：Rostrogobio amurensis）为鲤科突吻鮈属的鱼类。在中国，分布于黑龙江水系和辽河水系等。该物种的模式产地在黑龙江。

## 扩展阅读
維基物種上的相關：突吻鮈